# Cut (Album)

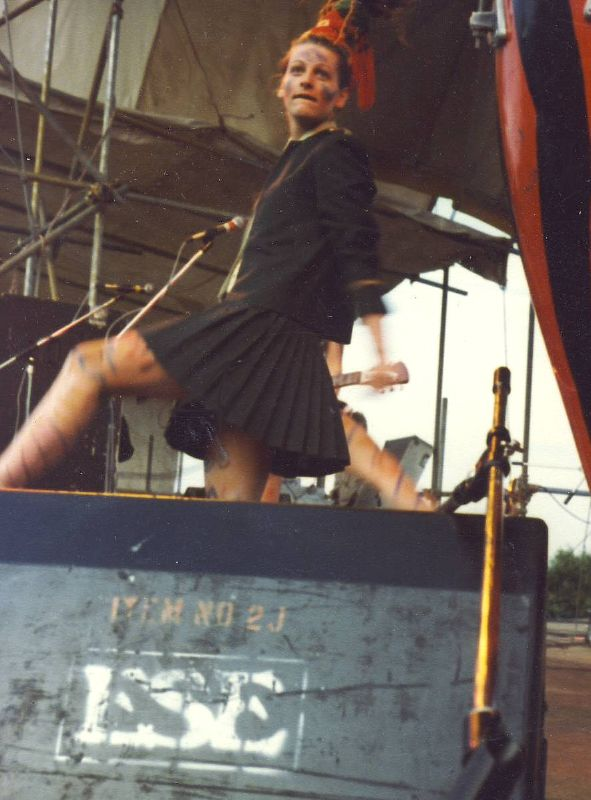
Ariane Forster 1980

Viv Albertine 2012

Cut ist das Debütalbum der britischen Rockband The Slits. Es wurde am 7. September 1979 von Island Records veröffentlicht.

## Hintergrund
Cut ist das erste Album der feministischen Punkband The Slits, die 1976 von Kate Korus, Suzi Gutsy, Paloma Romero und der erst 14-jährigen, deutschstämmigen Sängerin Ariane Forster in London gegründet wurde und zunächst als Vorgruppe von The Clash in Erscheinung trat. Im März 1977 stiegen Korus und Gutsy aus und wurden von der Gitarristin Viv Albertine und der unerfahrenen Bassistin Tessa Pollitt ersetzt, die zuvor dem kurzlebigen Kollektiv The Flowers of Romance angehörten. Im Februar 1979 unterzeichneten The Slits einen Plattenvertrag bei Island Records. Für das Debütalbum konnte der Reggae-Musiker Dennis Bovell als Produzent gewonnen werden, der zur selben Zeit für The Pop Group arbeitete. Vor Beginn der Studioaufnahmen musste die überforderte Schlagzeugerin Paloma Romero die Slits verlassen, abgelöst wurde sie von dem Drummer Peter Edward Clarke alias Budgie, einem ehemaligen Mitglied der Punkband Big in Japan. Romero schloss sich darauf der Band The Raincoats an. Budgie stieg bereits im Juli 1979 wieder aus und wechselte zu Siouxsie and the Banshees. Eingespielt wurde Cut zwischen März und Mai 1979 auf der Ridge Farm Studio im ländlichen Rusper, West Sussex. Während der Aufnahmen wurde der Labelbetreiber Dick O’Dell neuer Manager der Band. Im September 1979 veröffentlichte schließlich Island Records das Album, in den USA wurde es von der Island-Tochterfirma Antilles auf den Markt gebracht. Nach Streitigkeiten um Produktionskosten und Vorschüsse löste Island den Vertrag mit The Slits im November 1979 wieder auf. Viv Albertine gab später an, dass die Band nie an den Einnahmen des Albums beteiligt wurde. Der Nachfolger Bootleg Retrospective erschien 1980 auf O’Dells Indie-Label Y Records.
Aufsehen erregte das provokante Foto auf dem Albumcover, welches die drei weiblichen Mitglieder der Slits halbnackt und mit Schlamm bedeckt zeigt. Das Bild wurde von der Konzertfotografin Pennie Smith gemacht, von der auch die ikonische Momentaufnahme von Paul Simonon auf dem Cover des Albums London Calling von The Clash stammt. Gestaltet wurde die Schallplattenhülle von dem Designerduo Bloomfield/Travis. Im Inneren befinden sich Cartoons von Brian Gaylor und Viv Albertine.
Charakteristisch für Cut sind ausgeprägte Elemente des Dub und Reggae sowie unkonventionelle Songstrukturen, Polyrhythmik und Atonalität in der Musik. Der deutsche Akzent ist hörbar im Gesang der Frontfrau Ariane Forster.
Als Single wurde Typical Girls ausgekoppelt, mit einer Coverversion von I Heard It Through the Grapevine als B-Seite. Der Song erreichte Platz 60 der britischen Musikcharts.
Im Jahr 2000 veröffentlichte Island Records Cut als Remaster auf CD mit zwei Bonustracks, darunter I Heard It Through the Grapevine. Anlässlich des 30. Jubiläums erschien am 19. Oktober 2009 eine Deluxe Edition des Albums mit drei Bonustracks, Livemitschnitten von Auftritten in der Sendung des Radiomoderators John Peel von 1977/78 sowie die Bonus-CD unCut mit Demoaufnahmen, alternativen Abmischungen und Instrumentals der Songs.
Auf neueren Pressungen des Albums ist I Heard It Through the Grapevine als Bonustrack auch auf LP enthalten.

## Titelliste
Bis auf die gekennzeichnete Ausnahme stammen alle Songs aus der Feder von Arianne „Ari Up“ Forster, Viviane „Viv“ Albertine, Tessa Pollitt und Paloma „Palmolive“ Romero.
Seite 1
1. Instant Hit – 2:43
2. So Tough – 2:41
3. Spend, Spend, Spend – 3:18
4. Shoplifting – 1:39
5. FM – 3:35
Seite 2
6. Newtown – 3:48
7. Ping Pong Affair – 4:16
8. Love und Romance – 2:27
9. Typical Girls – 3:57
10. Adventures Close to Home – 3:28
Bonustracks (CD)
11. I Heard It Through the Grapevine (Barrett Strong, Norman Whitfield) – 3:59
12. Liebe And Romanze (Slow Version) – 4:44
unCut
1. I Heard It Through the Grapevine (Demo) (Strong, Whitfield) – 3:46
2. Instant Hit (8-Track Demo) – 2:34
3. Spend, Spend, Spend (8-Track Demo) – 3:28
4. Newtown (8-Track Demo) – 3:39
5. Adventures Close to Home (8-Track Demo) – 3:38
6. Instant Hit (Rough Mix) – 2:43
7. So Tough (Rough Mix) – 2:40
8. Spend, Spend, Spend (Toast Version) – 3:19
9. Shoplifting (Rough Mix) – 1:40
10. Fm (Rough Mix) – 3:53
11. Newtown (Rough Mix) – 4:31
12. Ping Pong Affair (Rough Mix) – 4:41
13. Love und Romance (Rough Mix) – 2:28
14. Typical Girls (Rough Mix) – 4:18
15. Adventures Close to Home (Rough Mix) – 3:28
16. So Tough (Outtake) – 1:38
17. Instant Hit (Instrumental Outtake) – 2:35
18. Typical Girls (Instrumental Outtake) – 4:01
19. Spend, Spend, Spend (Dub Version) – 3:17
20. In the Beginning, There Was Rhythm (Early Version) – 5:52

## Rezeption
Das Album wurde überwiegend positiv rezensiert und gilt als Klassiker des Genres. Das Magazin Rolling Stone wählte Cut auf Platz 33 der 40 besten Punk-Alben sowie 2020 auf Platz 260 der 500 besten Alben aller Zeiten. Die Single Typical Girls erreichte 2021 Platz 381 der 500 besten Songs aller Zeiten.
In der Auswahl der 500 besten Alben aller Zeiten des New Musical Express belegt es Platz 278. Typical Girls rangiert auf Platz 384 der 500 besten Songs aller Zeiten.
Die Zeitschrift Uncut wählte Cut auf Platz 113 der 200 besten Alben aller Zeiten.
Pitchfork führt Typical Girls auf Platz 70 der 200 besten Songs der 1970er Jahre.
NPR wählte Cut auf Platz 119 der 150 besten Alben, die von Frauen stammen.

„Diese von dem weit unterschätzten Dennis Bovell produzierte Platte ist einer der Meilensteine des Post-Punk. Ein Album mit seltsamen aber mitreißenden Rhythmen und atonalen aber fröhlichen Gesängen.“

„Die Band verquickte springende Rhythmen und schräge Akkorde mit Aris teutonischem Gesang (offensichtliches Vorbild für Björk). In ihrer Kreativität ließen sie sich von fehlender Musikalität nicht stören – wie etwa bei den Tempi von „Typical Girls“ oder beim rohen Skank von „Instant Hit“. Männermängel werden brillant angegriffen auf dem Anti-Love-Song „Love Und Romance“ und beim Funk von „Ping-Pong Affair“. Zu den Höhepunkten zählen die Lieder gegen den Konsumwahn wie „Spend, Spend, Spend“ und „Shoplifting“.“

Cut wurde in die 1001 Albums You Must Hear Before You Die aufgenommen.
Kurt Cobain zählte es zu seinen Lieblingsalben.